# Marsha Blackburn

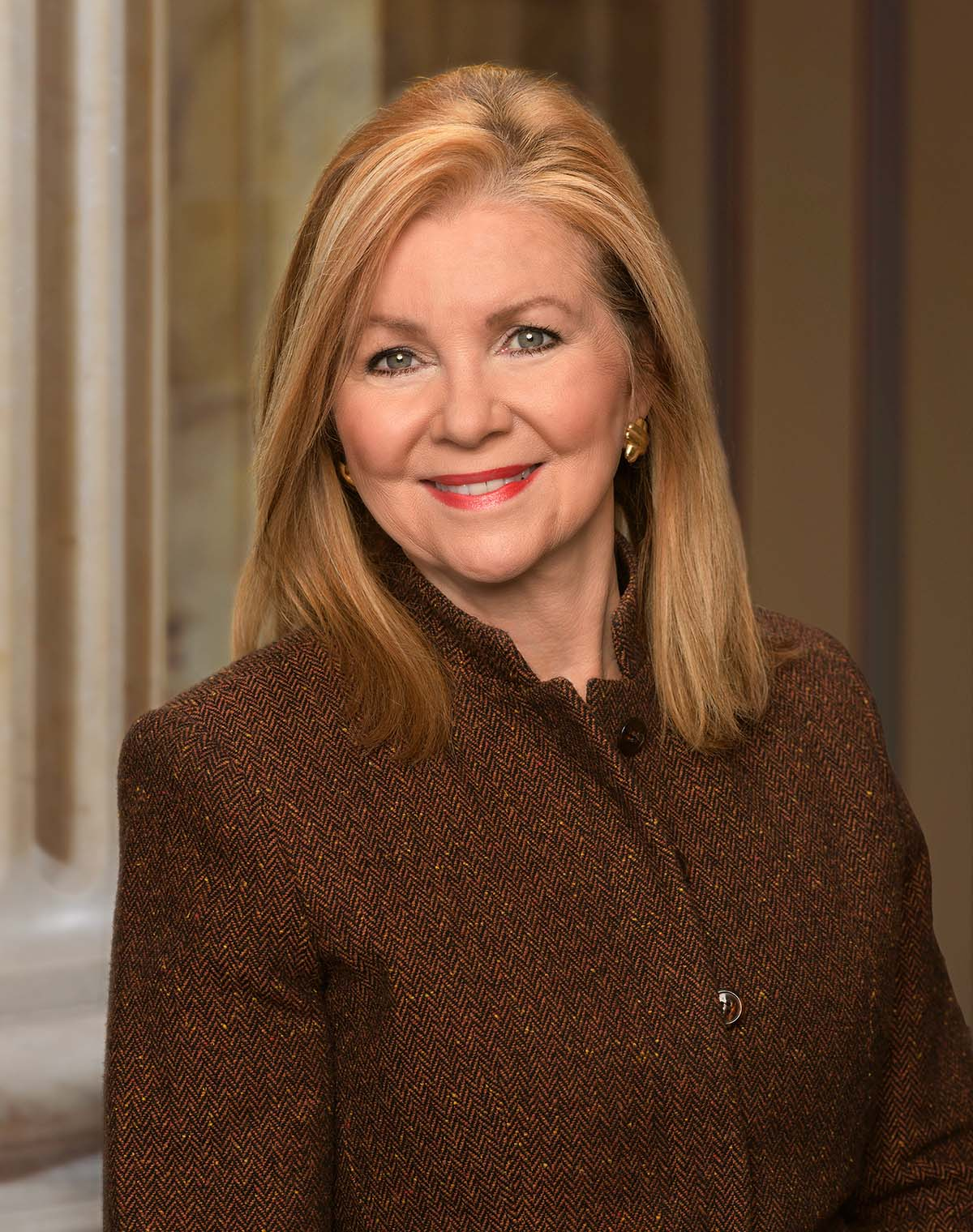
Marsha Blackburn, 2019

Marsha Wedgeworth Blackburn (* 6. Juni 1952 in Laurel, Jones County, Mississippi) ist eine US-amerikanische Politikerin der Republikanischen Partei. Seit 2019 gehört sie für Tennessee dem US-Senat an, zuvor vertrat sie den Bundesstaat von 2003 bis 2019 im US-Repräsentantenhaus.

## Werdegang
Marsha Blackburn besuchte die Northeast Jones High School und studierte danach bis 1973 an der Mississippi State University. Danach betrieb sie eine Marketingfirma im Williamson County in Tennessee. 
Marsha Blackburn ist verheiratet und hat zwei Kinder. Das Paar lebt privat in Brentwood, einem Vorort von Nashville.

## Politik
Im Williamson County begann sie im Jahr 1977 auch ihre politische Laufbahn als Mitglied der Republikanischen Partei. Damals gründete sie die regionale Nachwuchsorganisation der Partei. Zwischen 1989 und 1991 war sie Parteivorsitzende in diesem Bezirk. Im Jahr 1992 kandidierte sie noch erfolglos für den Kongress. Zwischen 1998 und 2002 saß sie im Senat von Tennessee.
Bei der Wahl des Jahres 2002 wurde Blackburn im 7. Kongresswahlbezirk Tennessees in das US-Repräsentantenhaus in Washington, D.C. gewählt, wo sie am 3. Januar 2003 die Nachfolge von Ed Bryant antrat. Sie wurde bei allen folgenden Wahlen wiedergewählt; ihr letztes Mandat lief bis zum 3. Januar 2019. Im Kongress gehörte sie dem Ausschuss für Energie und Handel an und war Vorsitzende des Unterausschusses für Kommunikation und Technologie.
Anfang Oktober 2017 gab Blackburn bekannt, sich bei der Wahl zum Senat 2018 um den Sitz in Tennessee zu bewerben. Der Amtsinhaber Bob Corker hatte zuvor seinen Rückzug angekündigt. Da andere mögliche Kandidaten wie der damalige Gouverneur Bill Haslam sich gegen eine eigene Kandidatur entschieden, war Blackburn die einzige bedeutende Kandidatin in der republikanischen Vorwahl. Zugleich wurde ihre Kampagne vom damaligen US-Präsidenten Donald Trump unterstützt. Sie gewann die Vorwahl der Republikaner mit über 84 Prozent der Stimmen und traf in der Hauptwahl auf den früheren Governor des Bundesstaates Phil Bredesen, einen moderaten Demokraten. Das Rennen galt zunächst als offen, zumal zunächst unklar war, inwieweit Blackburn die republikanischen Basis mobilisieren können würde. Erst die
durch viele Demokraten kritisierte Nominierung des konservativen Juristen Brett Kavanaugh für den Supreme Court der Vereinigten Staaten und seine im Senat umkämpfte Bestätigung führten dazu, dass Blackburn in vielen Umfragen die Führung übernahm. Am Ende besiegte sie Bredesen mit 54 % zu 43 % und wurde so zur ersten Frau, die den Bundesstaat im US-Senat vertrat. Bei den Wahlen zum Senat der Vereinigten Staaten 2024 wurde Blackburn gegen die Demokratin Gloria Johnson mit 63,8 Prozent für eine Zweite Amtszeit wiedergewählt.
Im August 2025 gab sie bekannt, dass sie im folgenden Jahr Bei der Gouverneurswahl im November antrete, um Nachfolgerin ihres Parteifreundes Bill Lee zu werden. Sie wäre im Falle des Wahlsieges erste Gouverneurin Von Tennessee.

### Positionen
Blackburn gilt auch für republikanische Verhältnisse als konservative Politikerin und war neben Sarah Palin und Michele Bachmann eine der Idole der Tea-Party-Bewegung.
Sie ist eine entschiedene Gegnerin der 2010 verabschiedeten Gesundheitsreform Patient Protection and Affordable Care Act von Präsident Barack Obama („Obamacare“) und positionierte sich während ihrer Zeit im Repräsentantenhaus als Mitglied des Republican Study Committee im konservativen Flügel. Bereits früh unterstützte sie Donald Trumps Präsidentschaftswahlkampf 2015/16 und gehörte nach seinem Wahlsieg dem Übergangsteam zur Präsidentschaft an.
Nach dem Wahlsieg Joe Bidens in der Präsidentenwahl 2020 verbreitete Blackburn die Verschwörungstheorie der Big Lie, dass Biden nur durch angeblichen Wahlbetrug gewonnen hätte und kündigte, wie auch der frischgewählte andere Senator aus Tennessee Bill Hagerty am 6. Januar 2021 an gegen die Zertifizierung der Wahl Stimmen zu wollen. Nach dem Angriff auf das Kapitol an dem Tag stimmte sie für die Zertifizierung der Wahlergebnisse.